# Камуз Андрій Олександрович
Андрій Олександрович Камуз (нар. 18 серпня 1971, м. Львів) — Голова правління Державної іпотечної установи.

## Освіта
У 1994 р. закінчив Київський політехнічний інститут за спеціальністю «Системи автоматизованого проектування».
У 2000 р. закінчив Київський національний економічний університет за спеціальністю «Банківська справа».

## Трудова діяльність
З 1993 по 2003 рр. обіймав керівні посади в АКБ «Правекс банк», КБ «Княжий», КБ «Український кредитно-транспортний банк».
З 2003 по 2009 рр. обіймав посади заступника Голови правління ТОВ КБ «Володимирський», Голови правління ЗАТ «Український банк реконструкції та розвитку», першого заступника Голови правління ЗАТ «Європейський банк раціонального фінансування», заступника Голови правління ВАТ «Аграрний комерційний банк».
З 2009 по 15 квітня 2014 р. — Голова правління, заступник Голови правління Державної іпотечної установи.
З 16 квітня 2014 р. по 4 грудня 2019 р. — Голова правління ДІУ.

## Родина
Донька — Камуз Анастасія Андріївна. Навчається в Національному Медичному університеті ім. О. О. Богомольца.
Син — Камуз Павло Андрійович. Працює в Офісі Національної інвестиційної ради.
Невістка — Камуз Анна Олексіївна. Працює помічником-консультантом народного депутата України.